# Hannah Hampton
Hannah Hampton (Birmingham, 16 november 2000) is een voetbalspeelster uit Engeland. Ze speelt als keeper voor Chelsea FC in de Super League.

## Clubcarrière
Hampton begon haar carrière bij de Villarreal CF in Spanje waar ze eerst als aanvaller speelde. In 2010 verhuisde ze naar Engeland naar Stoke City waar ze keepster werd. In 2016 stapte ze over naar de jeugdopleiding van Birmingham City. Op 5 november 2017 maakte ze haar debuut in het League Cup duel tegen Doncaster Belles. Op 5 december 2018 tekende Kelly haar eerste profcontract bij Birmingham City
In 2018 kreeg Hampton na het vertrek van eerste keepster Ann-Katrin Berger een vaste basisplaats onder de lat bij Birmingham City. In het seizoen 2018-2019 keepte ze in twaalf van de twintig wedstrijden. Op 5 september 2019 tekende ze een nieuw contract tot 2021. In de daaropvolgende twee seizoenen keepte Hampton in 34 van de 35 wedstrijden.
Op 3 juli 2021 maakte Hampton de overstap naar stadsgenoot Aston Villa. Hier kwam ze in twee seizoenen tot 35 wedstrijden.
Op 4 juli 2023 werd bekend dat Chelsea F.C. Hampton overnam van Aston Villa. Hier fungeert Hampton als tweede keepster achter opnieuw Ann-Katrin Berger die ze nog kende van haar periode bij Birmingham City. Hampton debuteerde onder de lat bij Chelsea in een 3-0 uitoverwinning op Bristol City. In het seizoen 2023/24 werd ze, mede door de zwangerschap van Zećira Mušović eerste keepster van The Blues. In het seizoen 2024/25 wist Hampton dertien keer haar doel schoon te houden en wist ze met Chelsea 22 wedstrijden ongeslagen te blijven. Ze deelde de gouden handschoen met Phallon Tulis-Joyce.

## Statistieken
| Seizoen | Club                | Land     | Competitie   | Wedstrijden | Doelpunten |
| ------- | ------------------- | -------- | ------------ | ----------- | ---------- |
| 2017/18 | Birmingham City WFC | Engeland | Super League | 4           | 0          |
| 2018/19 | Birmingham City WFC | Engeland | Super League | 12          | 0          |
| 2019/20 | Birmingham City WFC | Engeland | Super League | 13          | 0          |
| 2020/21 | Birmingham City WFC | Engeland | Super League | 21          | 0          |
| 2021/22 | Aston Villa WFC     | Engeland | Super League | 20          | 0          |
| 2022/23 | Aston Villa WFC     | Engeland | Super League | 15          | 0          |
| 2023/24 | Chelsea FC          | Engeland | Super League | 10          | 0          |
| 2024/25 | Chelsea FC          | Engeland | Super League | 22          | 0          |
| Totaal  | Totaal              | Totaal   | Totaal       | 117         | 0          |

Laatste update: 28 juli 2025

## Interlandcarrière
Hannah Hampton maakte haar debuut voor Engeland op 20 februari 2022 in een Arnold Clark Cup duel tegen Spanje dat in een 0-0-gelijkspel eindigde. 
In 2022 zat Hampton bij de selectie van Engeland voor het EK 2022 waarin Engeland de finale wist te halen. Deze werd met 2-1 gewonnen van Duitsland waardoor Hampton en co de eindoverwinning binnenhaalden. Hampton maakte geen minuten op dit toernooi
In 2023 werd Hampton opnieuw geselecteerd door bondscoach Sarina Wiegman voor het WK 2023. Engeland wist de finale van het WK te halen. Deze werd echter met 1-0 verloren tegen Spanje. Hampton maakte opnieuw geen minuten op dit toernooi.
Na het stoppen van Mary Earps is Hampton vaste eerste keus onder de lat. 
Op het EK 2025 was ze belangrijk door meerdere penalty's te stoppen tegen Zweden. Met haar land werd ze op 27 juli 2025 Europees kampioen door in de finale na penalty's af te rekenen met Spanje, mede doordat ze meerdere penalty's wist te stoppen in die strafschoppenserie.
1 Earps ·
2 Bronze ·
3 Daly ·
4 Walsh ·
5 Greenwood ·
6 Bright ·
7 Mead ·
8 Williamson  ·
9 White ·
10 Stanway ·
11 Hemp ·
12 Carter ·
13 Hampton ·
14 Kirby ·
15 Stokes ·
16 Scott ·
17 Parris ·
18 Kelly ·
19 England ·
20 Toone ·
21 Roebuck ·
22 Wubben-Moy ·
23 Russo ·
Coach: Wiegman
1 Earps ·
2 Bronze ·
3 Charles ·
4 Walsh ·
5 Greenwood ·
6 Bright  ·
7 James ·
8 Stanway ·
9 Daly ·
10 Toone ·
11 Hemp ·
12 Nobbs ·
13 Hampton ·
14 Wubben-Moy ·
15 Morgan ·
16 Carter ·
17 Coombs ·
18 Kelly ·
19 England ·
20 Zelem ·
21 Roebuck ·
22 Robinson ·
23 Russo ·
Coach: Wiegman
1 Hampton ·
2 Bronze ·
3 Charles ·
4 Walsh ·
5 Greenwood ·
6 Williamson  ·
7 James ·
8 Stanway ·
9 Mead ·
10 Toone ·
11 Hemp ·
12 Le Tissier ·
13 Moorhouse ·
14 Clinton ·
15 Morgan ·
16 Carter ·
17 Agyemang ·
18 Kelly ·
19 Beever-Jones ·
20 Park ·
21 Keating ·
22 Wubben-Moy ·
23 Russo ·
Coach: Wiegman